# Деніел Е. Райхарт
Деніел Е. Райхарт — американський астроном. Дисертаційне дослідження Рейхарта про далекі космічні вибухи, які називаються спалахами гамма-випромінювання, було віднесене журналом Science до десяти найкращих відкриттів у науці в 1999 році, а в 2003 році принесло йому нагороду Роберта Дж. Трамплера за найкраще дисертаційне дослідження з астрофізики в Північній Америці. У 2005 році він і його студенти виявили найдальший вибух у Всесвіті з відомих, гамма-спалах, який стався 12,9 мільярда років тому, коли Всесвіт був лише на 6 % поточного віку.
Райхарт здобув B.S. ступінь з астрономії та астрофізики, фізики та математики, а також неповнолітній з історії в Університеті штату Пенсільванія в 1996 році. Він здобув ступінь магістра наук та Ph.D. здобув ступінь з астрономії та астрофізики в Чиказькому університеті в 1998 і 2000 роках. Потім він отримав престижну стипендію Hubble Postdoctoral Fellowship, яку він отримав у Каліфорнійському технологічному інституті. У 2002 році він приєднався до Університету Північної Кароліни в Чапел-Гілл, де зараз є професором фізики та астрономії.
На 2024 р. Рейхарт опублікував 136 статей у журналах, у тому числі п’ять у журналах Nature та Science, і зібрав понад 12 мільйонів доларів США на свої дослідження. Він також є лауреатом премії Карла Сагана за видатність у викладанні, премії Натана Шугармана за відмінність у дослідницькій діяльності, премії Донна МакМінна за службу поза стінами університету та премії Ернеста Ф. Фуллема від обсерваторії Дадлі.
З моменту прибуття в Університет Північної Кароліни в Чапел-Хілл Райхарт будує «Скайнет». Скайнет, що фінансується головним чином Національним науковим фондом, — це постійно зростаюча колекція повністю автоматизованих або роботизованих телескопів професійної якості під керуванням програмного забезпечення, розробленого командою Райчарта. Зараз Skynet охоплює чотири континенти та п’ять країн і складається з майже двадцяти оптичних телескопів із дзеркалами розміром від 14 дюймів до 1 метра в діаметрі, а також радіотелескопа діаметром 20 метрів.  Skynet публікує публікації в рецензованих журналах, в середньому, раз на три тижні, і одночасно обслуговує десятки тисяч студентів різного віку, починаючи з аспірантури та початкової школи.
2 листопада 2017 року Райхарт зазнав опіків рук і обличчя першого та другого ступеня, коли намагався загасити пожежу на базі Дейві Поплар, коли Рейчарт опинився в межах ураження невеликого вибуху.